# Magda Polo Pujadas
Magda Polo Pujadas (Manlleu, 6 de junio de 1965) es una filósofa, editora, poeta y artista. Es catedrática de Estética y Teoría de las artes y de Historia de la música en la Universidad de Barcelona.Es la presidenta de la APMUPE (Asociación de Profesores y Profesoras de Música de la Universidad Pública Española).

## Biografía
Se doctoró en filosofía en 1997 en la Universidad de Barcelona (UB) con una tesis sobre Filosofía de la música del Romanticismo alemán.[3] Para su realización se le otorgó una beca de Formación de Personal Investigador (FPI) de la Generalidad de Cataluña y realizó estancias de investigación en Alemania (Múnich y Berlín), Italia (Bolonia) y EE. UU. (Nueva York y Washington). Como profesora, ha colaborado con varias universidades, entre las que destacan la Universidad Autónoma de Madrid, Universidad de Valencia, Universidad Abierta de Cataluña, Universidad Autónoma de Barcelona, Universidad de Carabobo (Venezuela), Universidad de Cantabria, Alma Mater Studiorum – Università di Bologna (Italia), Universidad Ramon Llull y en la Escuela Superior de Música de Cataluña (ESMUC), donde ha realizado tareas de docencia y de investigación. Ha sido coordinadora y directora del Postgrado en Procesos editoriales de la Universidad Oberta de Cataluña (UOC), Postgrado de edición digital de la UOC, máster de edición de la UOC, máster de edición de la UAB y del máster de Música como a arte interdisciplinar de la UB, URV y ESMUC. Ha formado parte de distintos comités de Agencias de Calidad Universitaria españolas. Entre otros cargos, ha sido Tesorera (entre 2006 y 2008), Vicepresidenta (entre 2006-2008) y Presidenta (2006-2008) de la Unión de Editoriales Universitarias Españolas;[4][5] Presidenta de la A FAD, Artistas y Artesanos del FAD [6](entre 2009 y 2015), Vicepresidenta de la FAAOC, Federación de Asociaciones de Artesanos de Oficio de Cataluña (entre 2010 y 2015), Vocal de la Junta directiva de CEDRO (entre 2005 y 2008), Vocal de la Junta directiva del FAD (entre 2009 y 2015) y Vocal de la FAAOC (entre 2009 y 2010). Ha sido la creadora y directora de los Talleres Abiertos de Barcelona (2009-2015).[7] Es Miembro de Honor de la UNE (2009). Ha sido una de las fundadoras del MeToo Universitario.

## Práctica artística y comisariado
En el ámbito artístico, ha comisariado diversas exposiciones de arte contemporáneo como Libook (Palau Moja de la Generalidad de Cataluña, 2005), Metamorfosis del libro 1.0 (FAD, 2009), Metamorfosis del libro 2.0 (Artesanía Catalunya, 2010), Metamorfosis del libro 3.0 (Universidad de Cantabria, 2010), Síntesis (FAD y Artes Santa Mónica, 2009-2015), El libro como... (Biblioteca Nacional de España, 2012-2013)[8][9] Japón, país de contrastes (Museo del Diseño de Barcelona, 2014), Cataluña y Japón (Centro Internacional de Arte de Kyoto, 2015) y ha dirigido y creado los espectáculos interdisciplinarios de música, danza, pintura y videocreación: Babilonia, Scriptum, Ad libitum, Antídoto, Cuarteto de cuerda para violonchelo solo en Sol Mayor y Volaverunt.[10] Es coautora de los temas musicales (inteligencia artificial, música electrónica y paisaje sonoro) The right way (sobre Leïti Sène, estrenado en Sónar 2023), Yoko Ono's suite (sobre Yoko Ono, estrenado en Sónar 2024), Miraculum (sobre Gonzalo de Berceo, estrenado en el Festival Actual, Logroño, 2025), Schweigen (sobre Wittgenstein, estrenado en el Festival Actual, Logroño, 2025) y Balada (estrenado en el Festival Eufònic, Delta de l'Ebre 2025). Ha sido la comisaria de la exposición Matemifasol. Un viaje sonoro del caos al cosmos y Música y matemáticas en el Cosmocaixa de Barcelona (2024), de Sevilla (2025) y de Zaragoza (2025).

## Pensamiento
La filosofía de la música, según se desprende de los ensayos de la filósofa Magda Polo, va más allá de vincular la música de determinados períodos con el pensamiento de la época, ya que la música es una fuente de conocimiento de primer orden tanto por lo que puede decirnos del músico y también por las referencias explícitas o implícitas respecto de la sociedad donde crea su obra compositiva. A pesar de que su pensamiento musical se ha centrado, de manera especial, en los siglos XVIII, XIX, XX y XXI, cree que es necesario partir siempre de la concepción de la música en Grecia (entendida a partir del vocablo mousiké y especialmente el legado de los pitagóricos, Platón y Aristóteles) y de sus principales funciones: la de conocer el universo (el macrocosmos) y también la de incidir en nuestro estado de ánimo (mediante la teoría del ethos). A partir de aquí ha centrado su investigación en analizar cómo y de qué manera la música puede ser filosofía, ya sea porque nos acerca a lo trascendental o bien porque nos arraiga aún más en el mundo real y nos posibilita el darnos cuenta de la vulnerabilidad, la fragilidad o el empoderamiento que podemos sentir. Como eje central de sus aportaciones está la concepción de la música pura (pure music) como una música que se basa en la forma, que se rige por sus propias reglas y que no tiene ninguna finalidad que no sea ella misma y la música programática (programe music) que, con la ayuda de otra manifestación artística o elemento extramusical y poniendo énfasis en el contenido, nos remite al mundo de los fenómenos. Además, y según las conclusiones que presentó en su tesis doctoral defendida en 1997, la música absoluta (Absolute music) sería la Aufhebung o la "superación" de la dialéctica que se dio en el Romanticismo entre la música pura y la música programática. Por tanto, considera que la música pura y música absoluta no son sinónimos. Las influencias y lecturas de Kant, Wackenroder, Schelling, Hegel, Schopenhauer, Nietzsche y Wagner, entre otros pensadores como Adorno, Dahlhaus y Fubini, han fundamentado sus principales aportaciones a la filosofía de la música.
A partir de los análisis musicales que ha realizado sobre el Romanticismo, se ha adentrado en reflexionar sobre la música contemporánea (de los siglos XX y XXI), tanto culta como popular, y está aplicando de forma sistemática una perspectiva de género a la filosofía de la música, no sólo incorporando a sus artículos y libros a mujeres filósofas de la música y compositoras sino también teniendo en cuenta que la construcción de la historia de cada momento requiere una visión de la realidad actual, de la diversidad cultural y de la diversidad sexual y de género. Es creadora de un nuevo concepto musical, el de Música conceptual Híbrida (MCH).

## Publicaciones
- Coordinació editorial (UOC, 1999)
- Procesos editoriales (UOC, 2000)
- Libook. Poéticas del libro (Thule, 2015)
- Libro de estilo de las publicaciones del Gobierno de La Rioja (Gobierno de La Rioja, 2005)
- Creación y gestión de proyectos editoriales (Publican, Ediciones de la UCM, Edicions UIB, 2007, traducido al árabe)
- L'estética de la música (UOC, 2007)
- Historia de la música. Primera edición (Publican, 2010)
- Historia de la música. Segunda edición (Publican, 2011)
- Historia de la música. Tercera edición (Publican, 2014)
- Historia de la música. Cuarta edición (Publican, 2016)
- Historia de la música. Quinta edición (Publican, 2020)
- Creación y gestión de proyectos editoriales en el siglo XXI. Del papel a la era digital (Publican, Ediciones de la UCM, Edicions UIB, 2011)
- La música de los sentimientos. Filosofía de la música de la Ilustración (Editum, Primera edición 2010, Segunda edición 2012)
- Música pura i música programàtica al Romanticisme (L’Auditori, 2010)
- Música pura y música programática en el Romanticismo (L’Auditori, 2011)

- Les Vienes de Wittgenstein (PAMSA, 2011)
- Filosofía de la música del futuro. Primera edición (PUZ, 2011)[11]
- Filosofía de la música del futuro. Segunda edición (PUZ, 2017)
- Estética (Publican, 2012)
- El libro como... (BNE-ACE, 2012)
- Pensamiento y música a cuatro manos. Primera edición (junto con Josep M. Mestres Quadreny, Editum, 2014)
- Pensamiento y música a cuatro manos: segunda edición (junto con Josep M. Mestres Quadreny, Editum, 2015)
- Pensament i música a quatre mans (junto con Josep M. Mestres Quadreny, Arola, 2014)
- Filosofía de la danza (junto con Roberto Fratini y Bàrbara Raubert, Edicions de la UB, 2015)
- Pure and Programme music in the Romanticism (Publican, 2016)
- El cuerpo incalculable (Polígrafa, 2018)
- Gris alma (Parnass Ediciones, 2019)
- A contratemps (In-verso Ediciones de poesía, 2019)
- Pensamiento musical. Primera edición (Publican, 2019)
- Pensamiento musical. Segunda edición (Publican, 2020)
- A contratiempo (In-verso Edicions de poesía, 2020)
- Filosofía crepuscular (Parnass Ediciones, 2020)
- El olvido de la gravedad (Trío Editorial, 2021)
- Batecs en compàs d'espera (Trío Editorial, 2022)
- El proceso de edición en el siglo XX (Unión Editorial, 2023)